# 2013 SK102
2013 SK102 est un transneptunien faisant probablement partie des cubewano. Il pourrait mesurer environ 200 km de diamètre.